# Musculus obturator internus

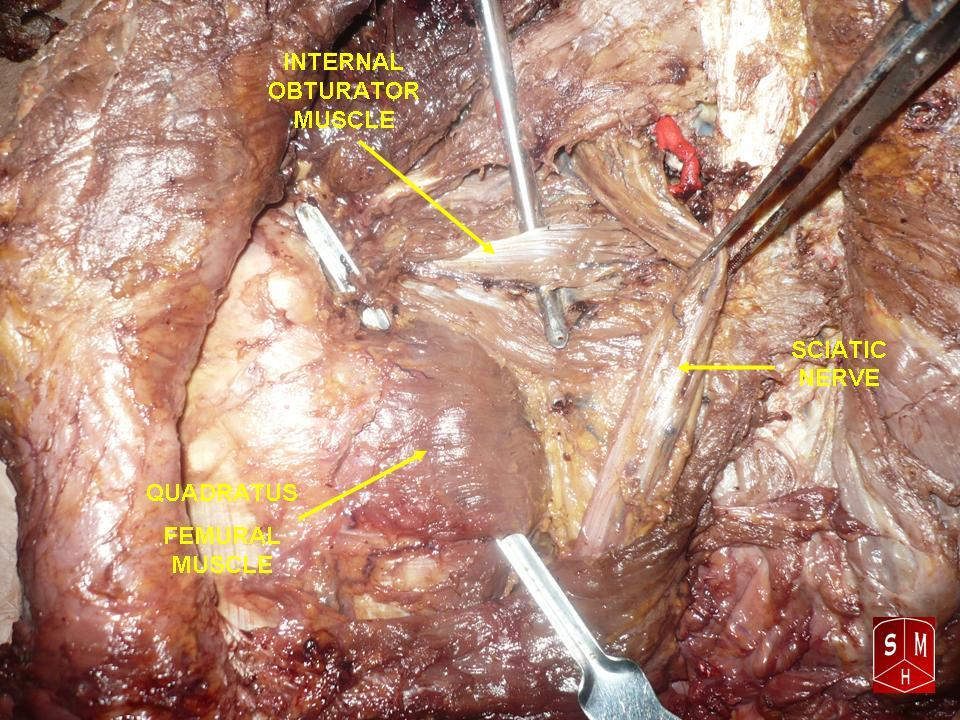
Präparatbild, welches den Muskel zeigt.

Der Musculus obturator internus (lat. für „innerer Verstopfermuskel“, auch „innerer Hüftlochmuskel“) ist einer der Hüftmuskeln des Oberschenkels. Er zieht durch das Foramen ischiadicum minus. In der Tieranatomie ist immer noch die auch beim Menschen früher verwendete Bezeichnung Musculus obturatorius internus gültig. Bei Paarhufern ist der Muskel nicht ausgebildet. Entwicklungsgeschichtlich sind die Gemelli die randständigen Anteile einer tiefen Muskelschicht, während der Obturator internus sich während der Embryogenese von einer oberflächlichen Schicht hin zur Innenfläche des kleinen Beckens verschiebt.
Der Musculus obturator internus entspringt fächerförmig von der Innenseite der Membrana obturatoria und dem umgebenden Skelettrahmen und dann um den knöchernen Rand des Foramen ischiadikum minus herumzieht und am Trochaner major ansetzt. Zwischen dem Beckenknochen und dem Muskel ist ein besonders großer Schleimbeutel, die Bursa m. obturatorii interni, angelegt. Gelegentlich kommt auch eine Bursa am Ansatz am Oberschenkelknochen vor.

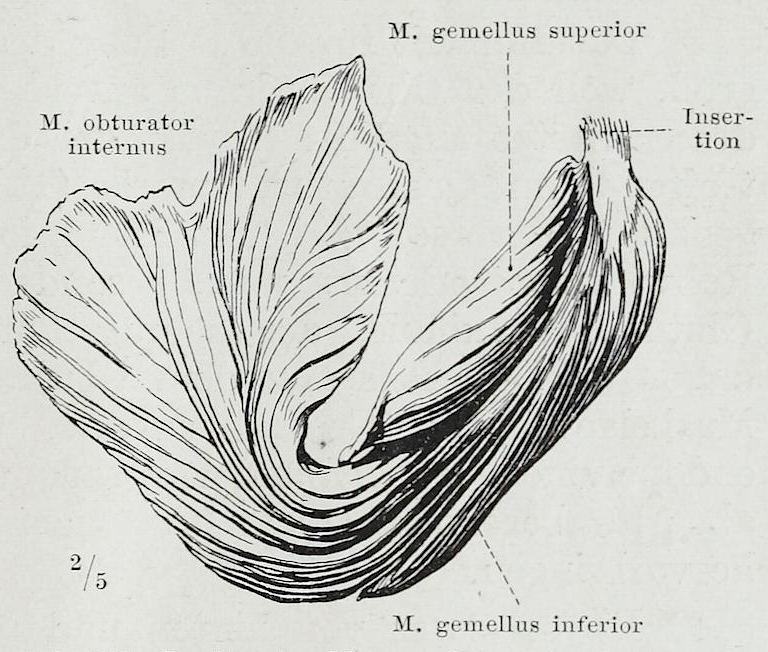
Isolierte Darstellung des Obturator internus sowie der randständigen Gemelli.

Gemeinsam mit dem M. gemellus superior und dem M. gemellus inferior ist er beim Menschen häufig verschmolzen und kann somit auch als „Musculus triceps coxae“ bezeichnet werden. Mitunter ist auch seine Endsehne mit der des M. piriformis verschmolzen. Gemeinsam bilden sie eine (von außen nicht sichtbare) Muskelgruppe, welche den Oberschenkel nach außen dreht. Da er den Beckenknochen gewissermaßen als Hypomochlion nutzt, sind insbesondere schnelle kräftige Bewegungsmuster möglich, wobei der Muskel in Bezug auf die Außenrotation hinter dem M. quadratus femoris und dem insgesamt vielfach größeren M. gluteus maximus zurückbleibt. Ferne ist in der Neutralstellung eine Adduktion möglich, wobei nach vorn gehobenem Bein, etwa im Sitzen, stattdessen eine Abduktion verursacht wird.
In dem endopelvinen Teil wird der Muskel von einer kräftigen Faszie, der Fascia obturatoria, bedeckt, welche eine Fortsetzung der Fascia iliaca ist. Von dieser Faszie entspringen Fasern des M. levator ani. Aus diesem Grund kann der Muskel auch den muskulär geführten Beckenboden beeinflussen.